# فدل
فدل (به آلمانی: Hamburg-Veddel) یک منطقهٔ مسکونی در آلمان است که در هامبورگ-میته واقع شده‌است. فدل ۴٫۴ کیلومتر مربع مساحت و ۴٬۹۴۴ نفر جمعیت دارد.